# Fotografia no Brasil

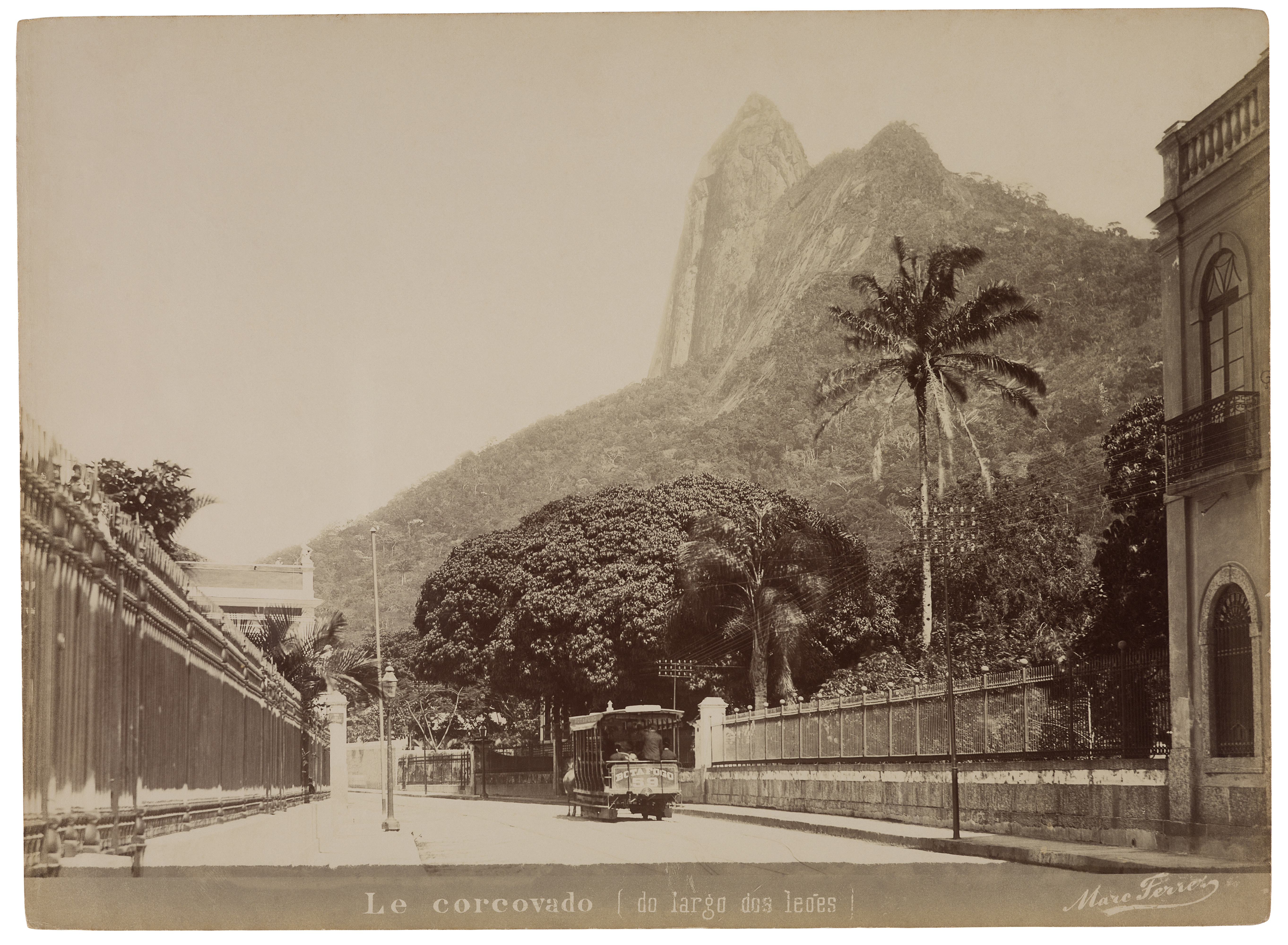
Marc Ferrez: O Corcovado, século XIX

A fotografia apareceu no Brasil nos anos iniciais do Império, remontando à chegada do daguerreótipo ao Rio de Janeiro em 1839, e ao francês Hércules Florence.

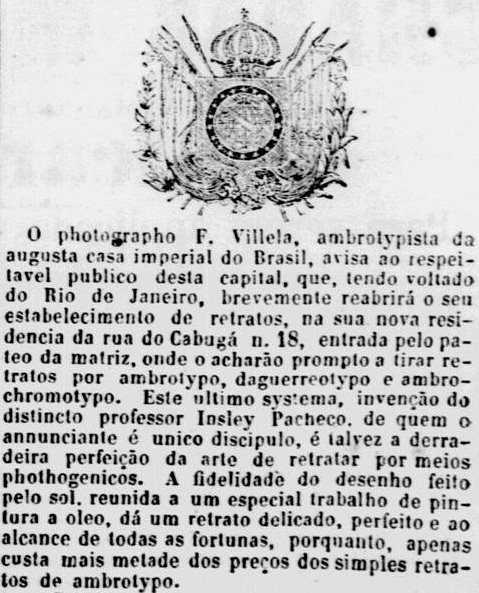
Anúncio de serviços fotográficos no jornal Diário de Pernambuco, edição de 4 de outubro de 1860 (Acervo da Biblioteca Nacional do Brasil).

## Século XIX
Um dos pioneiros da fotografia no Brasil foi o pintor e naturalista francês radicado no Brasil, Antoine Hercules Romuald Florence. Florence, que chegou ao Brasil em 1824, estabeleceu-se em Campinas, onde realizou uma série de invenções e experimentos. Em 1833 Florence fotografou através da câmera escura com uma chapa de vidro e usou papel sensibilizado para a impressão por contato. Ainda que totalmente isolado e sem conhecimento do que realizavam seus contemporâneos europeus, Niépce e Daguerre, obteve o resultado fotográfico, que chamou pela primeira vez de Photografie. Pela descoberta de Florence, o Brasil é considerado um dos pioneiros na fotografia.
O início da fotografia no Brasil está intimamente ligado ao Imperador Dom Pedro II, que foi um fotógrafo apaixonado. O abade Louis Compte, quando aportou no Rio de Janeiro em 16 de janeiro de 1840, fez uma demonstração a Dom Pedro II da daguerreotipia. D. Pedro II, possivelmente, tornou-se o primeiro fotógrafo com menos de 15 anos do Brasil, quando no mesmo ano de 1840 adquiriu um daguerreótipo em Paris. 

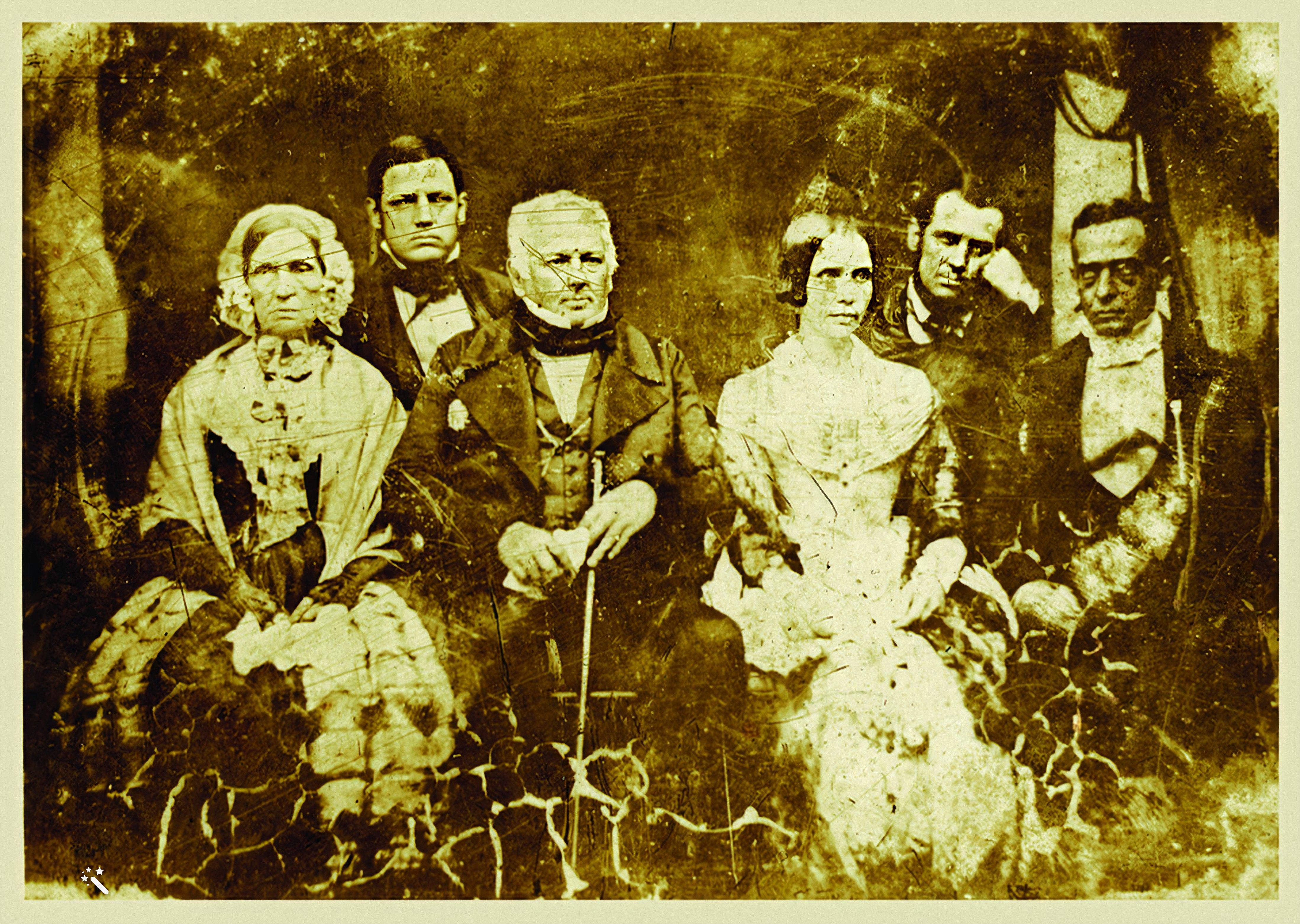
O Coronel João José Carneiro de Mendonça, sua esposa Josefa Carneiro de Mendonça com os filhos e o genro, a mais antiga foto de família do Brasil, tirada em 1841 durante a coroação de Dom Pedro II.

Augustus Morand, fotógrafo norte-americano (1815-1862), fez as primeiras fotos da família imperial do Brasil ainda em 1840.

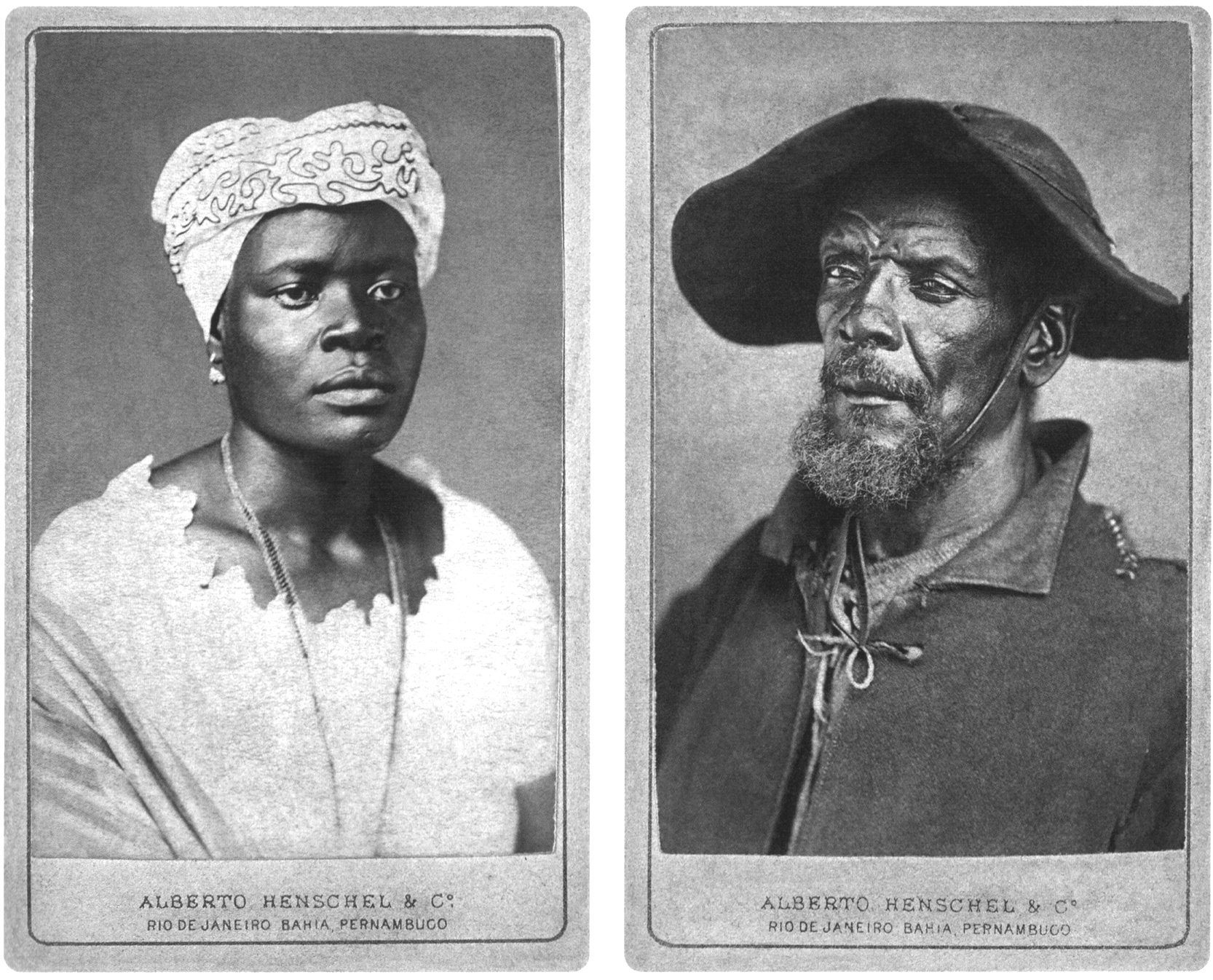
Alberto Henschel: Retratos de uma negra e um negro, c. 1870.

Novas tecnologias, como o colódio úmido, chegaram ao Brasil por meio de imigrantes radicados no país. Assim, estúdios de retratistas se espalharam pelas principais cidades brasileiras. O alemão Alberto Henschel abriu escritórios em São Paulo, Recife, Salvador e Rio de Janeiro, tornando-se o primeiro grande empresário da fotografia brasileira. Nesse período, também se destacam Walter Hunnewell, que fez a primeira documentação fotográfica da Amazônia, Marc Ferrez, que produziu imagens panorâmicas de paisagens brasileiras, e Militão Augusto de Azevedo, o primeiro a retratar sistematicamente a transformação urbana da cidade de São Paulo. Ressaltem-se ainda Victor Frond, George Leuzinger, August Stahl e Felipe Fidanza.

### Século XX
Na década de 1940, deu-se o ápice do fotoclubismo, movimento que reunia pessoas interessadas na prática da fotografia como uma forma de expressão artística. Os primeiros fotoclubes surgiram no início do século XX, mas somente a partir dos anos 1930 passaram a ser decisivos na formação e no aperfeiçoamento técnico dos fotógrafos brasileiros Os principais fotoclubes eram o Photo Club Brasileiro, fundado no Rio de Janeiro em 1923, e o Foto Cine Clube Bandeirante, criado em São Paulo em 1939. Os principais fotógrafos expoentes do fotoclubismo e alguns deles representantes do movimento moderno na fotografia eram Thomas Farkas, José Oiticica Filho, Eduardo Salvatore, Stefan Rosenbauer, Chico Albuquerque, José Yalenti, Gregori Warchavchik, Hermínia de Mello Nogueira Borges e Geraldo de Barros. 
A partir do pioneirismo publicitário de Chico Albuquerque, que fez fotos para a primeira campanha publicitária usando a fotografia em 1948, despontaram novos autores como Bob Wolfenson, Marcio Scavone, Claudio Elisabetsky, J.R. Duran e Miro. 
Entre os anos 1940 a 50, ocorreu a fundação da Associação dos Repórteres Fotográficos e Cinematográficos (ARFOC) no Rio de Janeiro (1946), São Paulo (1948) e Minas Gerais (1950). O fotojornalismo foi impulsionado pelas revistas O Cruzeiro e pelo Jornal do Brasil, que passaram a dar destaque para a fotografia em suas páginas. 
Assis Chateaubriand, diretor da revista O Cruzeiro, contratou Jean Manzon, transformando-a na mais importante do país.
Oriunda do fotojornalismo das revistas Realidade (1966), Veja (1968) e do Jornal da Tarde (1966) surgiu outra leva de grandes fotógrafos, sendo os principais: Claudia Andujar, Geraldo Guimarães, Walter Firmo, George Love, David Drew Zingg, Orlando Brito e Luigi Mamprim. Luís Humberto fez fotos irônicas sobre a situação do Brasil sob regime militar, apesar do controle da censura. Estes fotógrafos se tornaram ícones da década de 1960 e influenciaram fotógrafos como Orlando Azevedo, Paulo Leite, Ed Viggiani, João Noronha, Thiago Santana, José Bassit, André Cypriano, André Vilaron, expoentes do fotojornalismo.
Surgiram na década de 1970 diversas oficinas e escolas de fotografia no país, como a Enfoco e a Imagem e Ação, em São Paulo, que impulsionaram a fotografia de autor. Na falta de lugares especializados para exposições foram criadas várias galerias, como a Fotóptica e a Álbum, e surgiram grupos como o Photogaleria, no Rio de Janeiro e em São Paulo, com a intenção de inserir a fotografia no mercado de arte brasileiro. 
O jornalismo independente das agências como a Focontexto, F4, Ágil, Fotograma e ZNZ foi registrado por fotógrafos como Juca e Delfim Martins, Nair Benedicto, Ricardo Chaves, Emidio Luisi, Milton Guran, entre outros, que se destacaram na fotografia autoral. Pedro Martinelli e Cristiano Mascaro somam-se aos destaques da fotografia autoral, ainda que trabalhando para as publicações tradicionais.
Há ainda os trabalhos cuja proposta é a inserção da fotografia com a arte estabelecida e vice-versa, representados por Otto Stupakoff, Anna Bella Geiger, Antonio Saggese, Cássio Vasconcellos, Alex Flemming, Kenji Ota, Gal Oppido, Eustáquio Neves, Guy Veloso, Miguel Rio Branco, Flavya Mutran e Vik Muniz, entre outros.

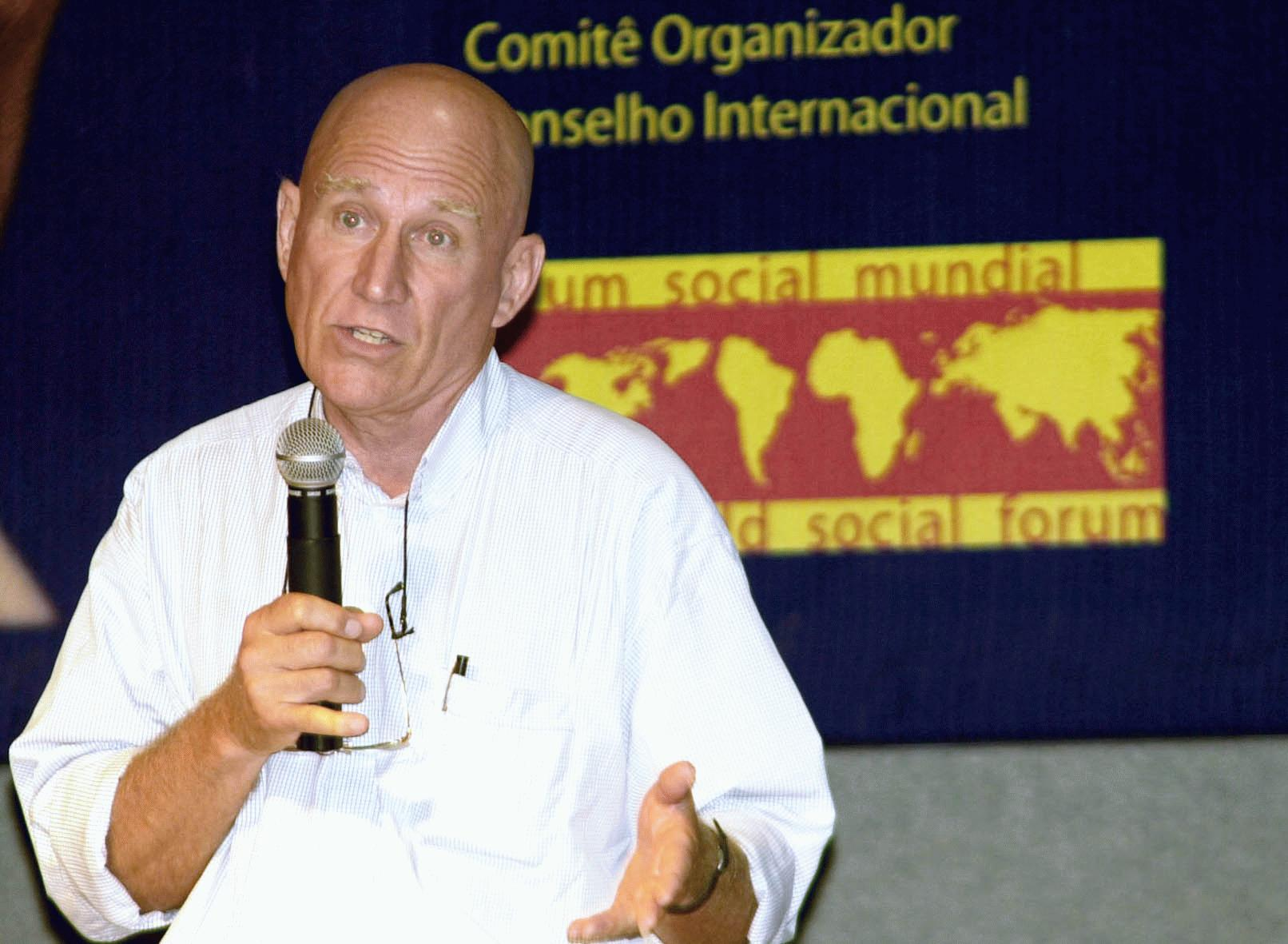
Sebastião Salgado no Fórum Social Mundial em 2003

Nos anos 1980, a fotografia brasileira tornou-se conhecida no exterior por meio da participação em exposições internacionais e da publicação do trabalho de fotógrafos brasileiros em revistas estrangeiras. Entre os principais nomes do período estão Sebastião Salgado, Cristiano Mascaro, Mario Cravo Neto, Kenji Ota, Sergio Valle Duarte e Marcos Santilli. 
Em 1981, Sebastião Salgado foi um dos únicos fotógrafos a registrar a tentativa de assassinato do presidente norte-americano Ronald Reagan, o que lhe deu grande destaque internacional. Além dele — que na época era free-lancer da Agência Magnum de Paris e tinha sido enviado para acompanhar o presidente a pedido do New York Times —, fotografaram o atentado apenas os americanos Ron Edmonds e Michael Evans. A partir de então, Salgado, radicado na França, é reconhecido mundialmente como um dos mestres da fotografia documental contemporânea. Nos anos 1980 e 90, publicou grandes fotorreportagens de denúncia social, em livros como Sahel: "l’Homme en Détresse" (1986), "Trabalhadores" (1993) e "Terra" (1997).

### A Enfoco - Escola de Fotografia
De agosto de 1968 a julho de 1976, funcionou em São Paulo a Enfoco - Escola de Fotografia, criada por Cláudio Kubrusly. Vários fotógrafos, como Lúcio Kodato, Nair Benedicto e Suzana Amaral, que se destacaram posteriormente no cenário da fotografia brasileira, passaram por seus bancos.

## Cronologia

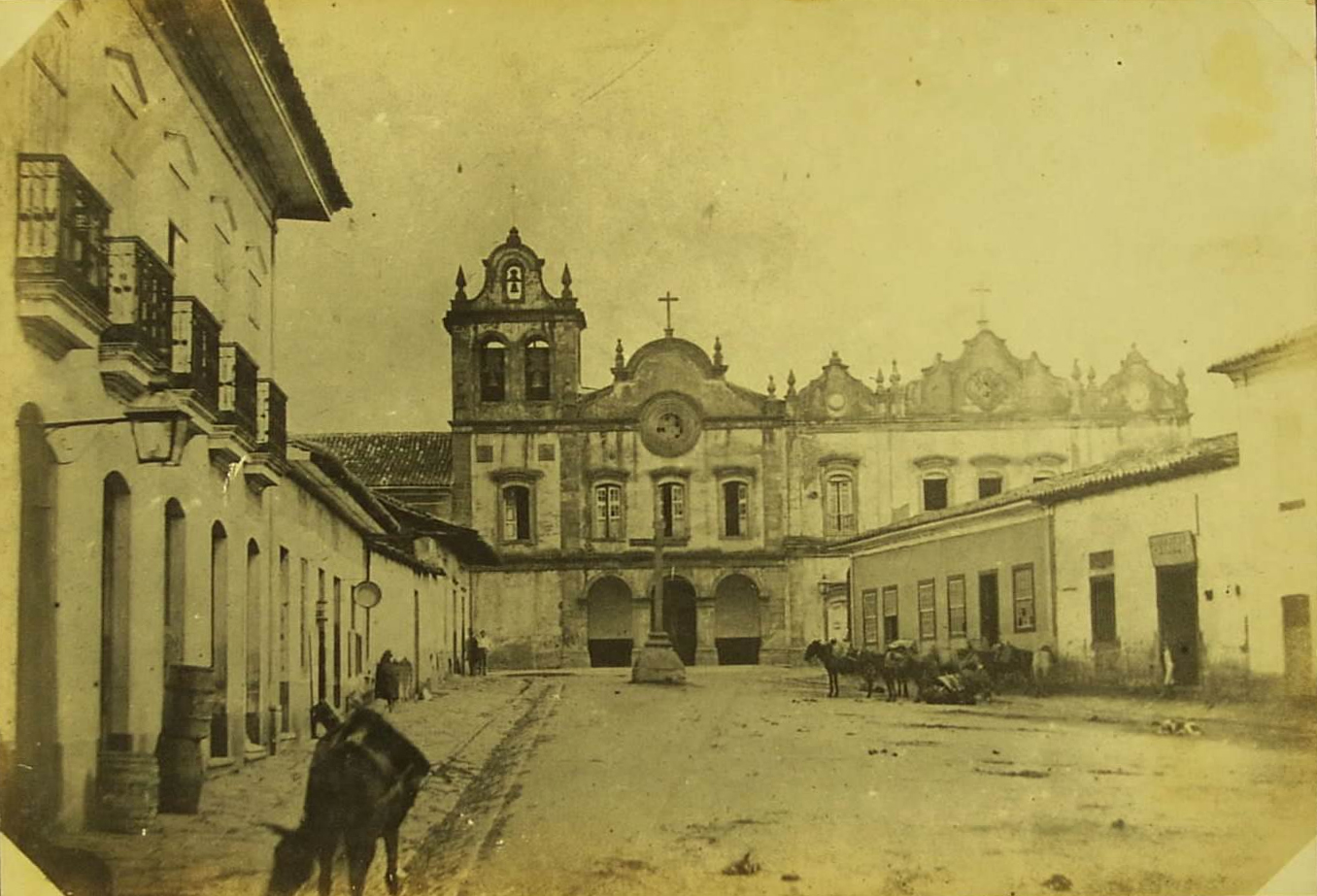
Militão Augusto de Azevedo: Vista em direção ao Largo São Francisco, São Paulo

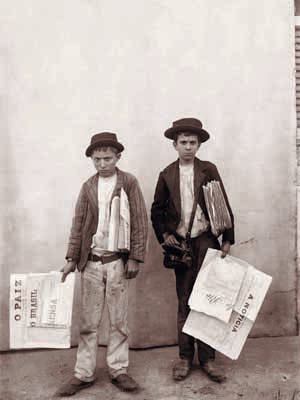
Marc Ferrez: Jornais, 1899

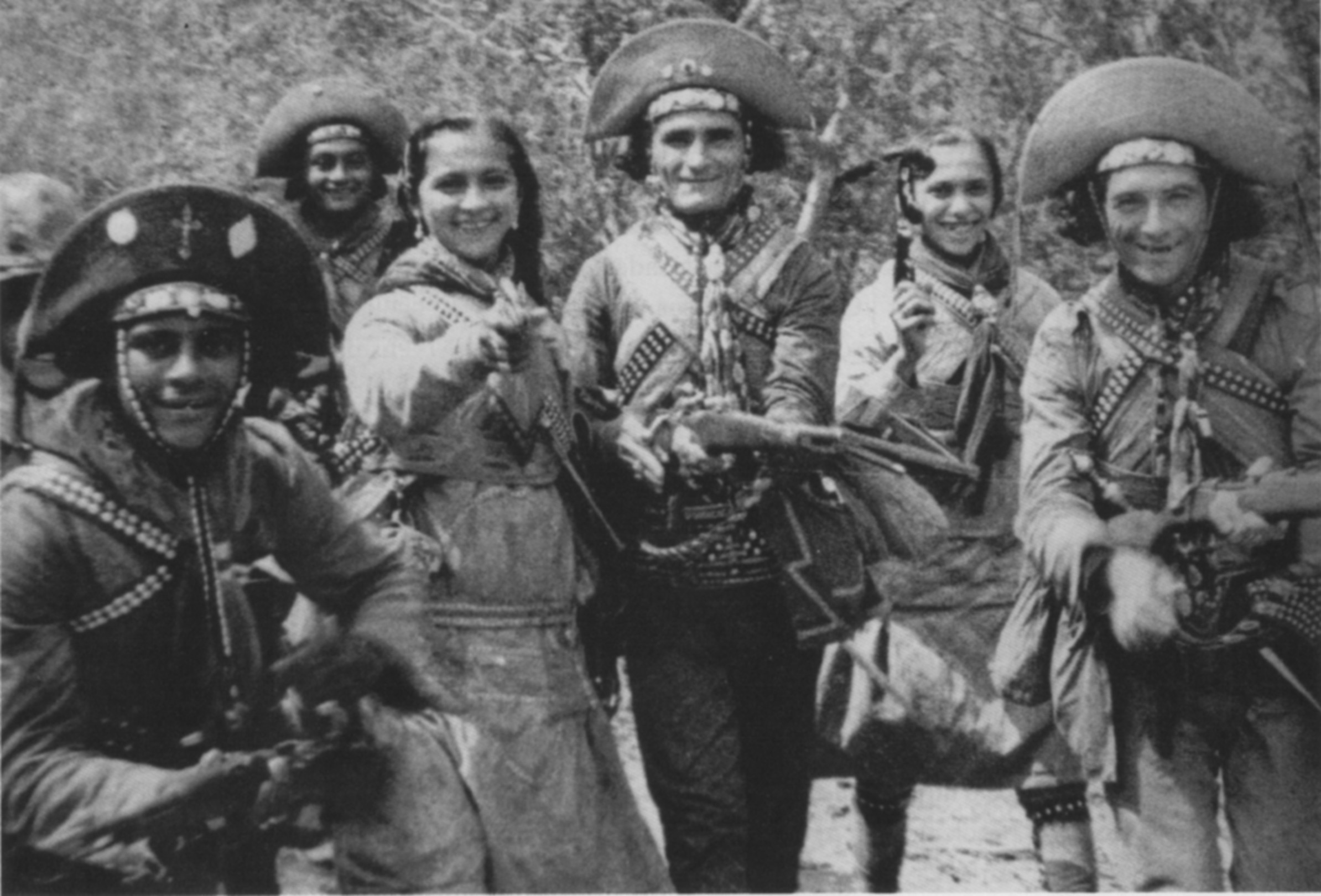
Benjamin Abrahão Botto: Virgínio Fortunato e bando NH, 1936-1937

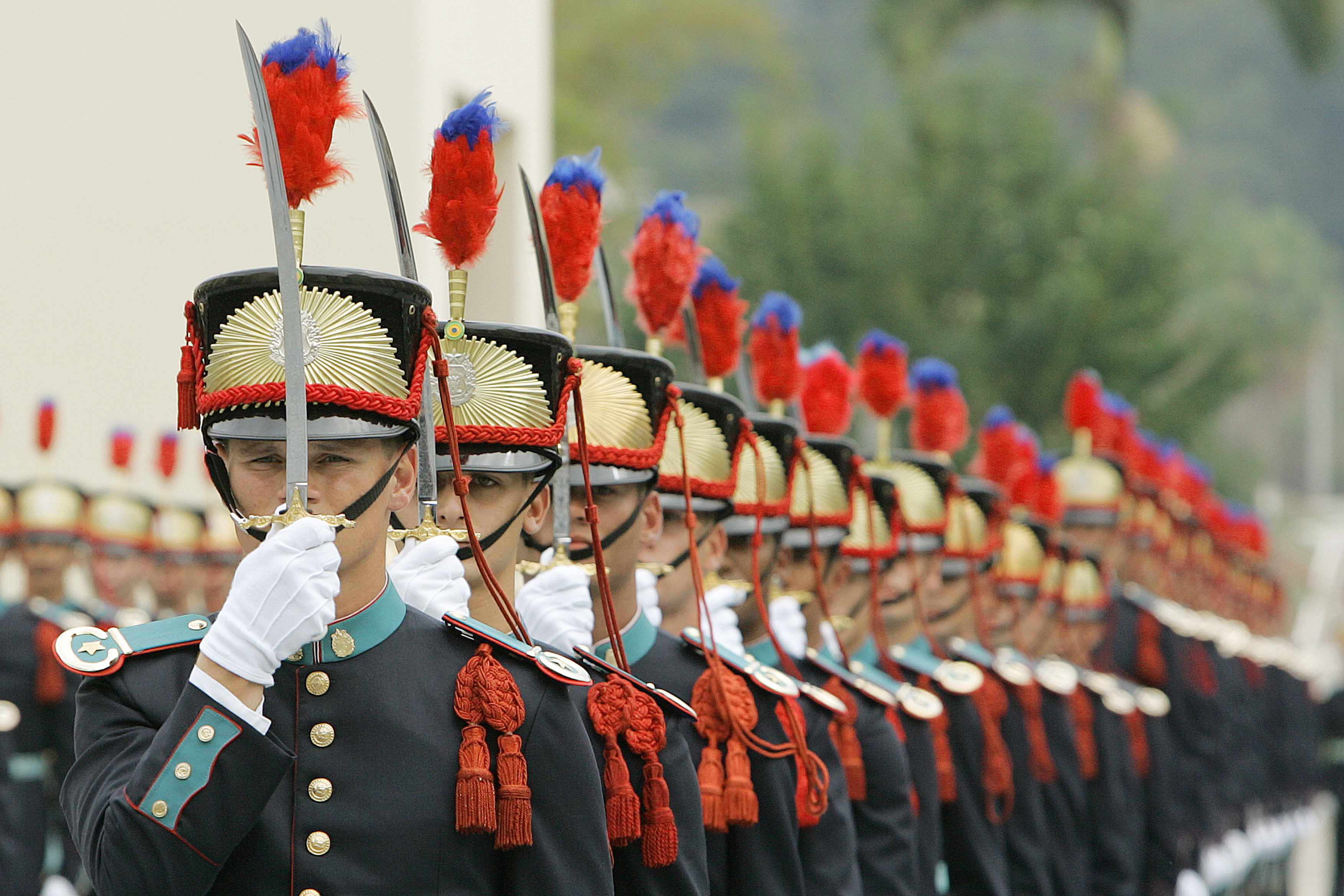
Ricardo Stuckert, da Agência Brasil: Resende, RJ - Imagem do desfile dos cadetes da Academia Militar das Agulhas Negras durante cerimônia de entrega do espadim aos novos formandos, 19 de agosto de 2006

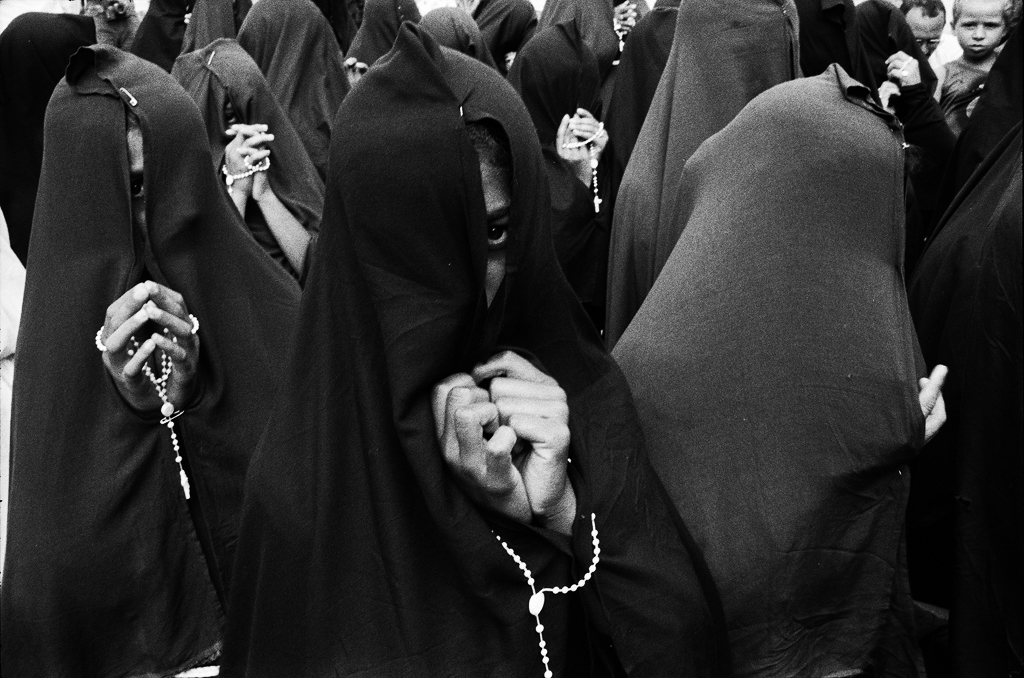
Guy Veloso, Série Penitentes

- 1832 – Hércules Florence realiza as primeiras imagens fotográficas no país.
- 1840 – Primeira demonstração da daguerreotipia no Brasil e na América Latina, pelo abade Louis Compte. Augustus Morand produz as primeiras fotos da família real brasileira e do Palácio São Cristóvão.
- O imperador Pedro II adquire um aparelho de daguerreotipia e começa a produzir imagens.

- 1851 – Os retratistas Buvelot e Prat recebem de Dom Pedro II o título de "Photographo da Casa Imperial".
- 1853 – Estabelecida no Rio de Janeiro a primeira oficina de calótipo do país, sob direção de C. Guimet.
- 1860-1900 – Imigrantes europeus trazem as novas tecnologias fotográficas para o país. Marc Ferrez retrata paisagens brasileiras. Militão Augusto de Azevedo retrata a transformação urbana de São Paulo.
- 1861 – O francês Victor Frond lança o livro Brazil Pittoresco, o primeiro sobre Fotografia lançado no Brasil e na América Latina.
- 1865 – Marc Ferrez abre seu próprio estabelecimento fotográfico, a Casa Marc Ferrez & Cia, na Rua São José, 96 , Rio de Janeiro, RJ.
- 1900 – A Revista da Semana publica as primeiras fotos da imprensa brasileira.
- 1901 – O cartão-postal é introduzido no Brasil pelo fotógrafo Castro Moura, que traz a novidade da França.
- 1903 – Augusto Malta é nomeado, por Pereira Passos, fotógrafo oficial da prefeitura do Rio de Janeiro. Ele é o primeiro fotógrafo oficial da cidade.
- 1904 – Valério Vieira recebe medalha de prata na Feira Internacional de Saint Louis (EUA) pelo autorretrato "Os 30 Valérios"
- 1909 - Primeira edição da revista Photographica
- 1911 – Augusto Malta registra cenas do Carnaval carioca, dando início ao fotojornalismo.
- 1922 - Valério Vieira ganha medalha de ouro na Feira Internacional de Saint Louis pela maior impressão fotográfica do mundo, uma panorâmica da cidade de São Paulo de 16 m x 1,4 m.
- 1923 – Fundado o Photo Club Brasileiro, no Rio de Janeiro
- 1928 – O engenheiro químico Conrado Wessel funda, em São Paulo, a primeira fábrica de papel fotográfico da América Latina.
- 1935 – Fundação da Revista São Paulo (fotojornalismo e fotomontagem)
- 1939 – Fotógrafos de origem alemã trazem para o Brasil influências da Bauhaus. Destacam-se os trabalhos de Hildegard Rosenthal, Hans Gunter Flieg, Fredi Kleeman e Alice Brill.
- 1939 - Stefan Rosenbauer, alemão, naturalizado brasileiro traz as novas técnicas de iluminação fotográfica, o jogo da luz e sombra e o Portrait-Clássico (Fotorrealismo)
- 1939 – Fundado o Foto Cine Clube Bandeirante em São Paulo
- 1939 - XV Salão Anual de Arte Fotográfica com Catálogo do Foto Clube Brasileiro
- anos 1940 – ápice do Fotoclubismo
- 1941 - II Salão Brasileiro de Fotografia do Foto Clube Brasileiro na Associação Cristã de Moços no Rio de Janeiro.
- 1946 – Início da fotografia de autor, destacando-se Geraldo de Barros e José Oiticica Filho.
- 1946 - Dá-se o inicio à fundação das ARFOC - Associação dos Repórteres Fotográficos e Cinematográficos.
- 1947 – Lançamento da revista Iris, a mais antiga publicação brasileira especializada em fotografia ainda em circulação.
- 1948 – Primeira campanha publicitária usando fotografia no país pelo fotógrafo Chico Albuquerque, que  registrou modelo e produto para a Johnson & Johnson, pela agência J.W. Thompson.
- 1948-1950 – O Museu de Arte de São Paulo (Masp) realiza as primeiras exposições de fotografia, com fotografias de Thomas Farkas (1948) e de Geraldo de Barros (1950).
- Anos 1950 –  Importante papel da revista O Cruzeiro e do Jornal do Brasil para o fotojornalismo. Destacaram-se neste período os fotógrafos: o francês Jean Manzon, Luiz Carlos Barreto, Indalécio Wanderley, Ed Keffel, Luciano Carneiro, José Medeiros, Peter Scheier, Flávio Damm e Marcel Gautherot.
- 1952 – Lançamento da revista Manchete.
- 1958 – Chico Albuquerque importa o primeiro equipamento de flash eletrônico para o Brasil
- anos 1960 – Auge da fotorreportagem no país.
- 1965 – A Fundação Bienal de São Paulo introduz a fotografia em suas exposições oficiais.
- anos 1970 – Surgem inúmeras oficinas e escolas de fotografia no país, como a Enfoco e a Imagem e Ação, em São Paulo, que impulsionam a fotografia de autor.
- 1973 – Lançamento da revista  Novidades Fotoptica, por Thomas Farkas (futuramente Fotoptica).
- 1970-1975 – Claudia Andujar e George Love desenvolvem o workshop de fotografia no Museu de Arte de São Paulo (Masp), que influencia a produção de dezenas de fotógrafos paulistas nas décadas seguintes.
- 1976 – Boris Kossoy apresenta as experiências de Hércules Florence no III Simpósio Internacional de Fotografia da Photographic Historical Society of Rochester (EUA), comprovando seu pioneirismo .
- 1979 – Criado o Instituto Nacional de Fotografia da Funarte (Fundação Nacional de Arte), órgão do Ministério da Cultura.
- anos 1980 – A fotografia brasileira torna-se conhecida no exterior por meio da participação em exposições internacionais e da publicação do trabalho de fotógrafos brasileiros em revistas estrangeiras.
- 1981 – Sebastião Salgado ganha destaque internacional ao registrar a tentativa de assassinato do presidente norte-americano Ronald Reagan.
- anos 1990 – A fotografia passa a fazer parte de instalações, representando elementos abstratos, como sensações, sentimentos e emoções.
- 1996 – O Centro de Comunicações e Artes do Senac de São Paulo sela acordo com o Rochester Institute of Technology, nos Estados Unidos, para um intercâmbio maior entre fotógrafos americanos e brasileiros.
- 1997 – O Instituto Itaú Cultural lança o setor Fotografia no Brasil no Banco de Dados Culturais informatizado.
- 1997 - A Universidade Estácio de Sá do Rio de Janeiro, através da sua Universidade Politécnica, lança o curso de Tecnólogo em Fotografia, o primeiro curso de nível superior em fotografia no Brasil.
- 1997 - Em Salvador, surge o Instituto Casa da Photographia, que se dedica ao ensino sistemático da fotografia na cidade através de cursos e várias atividades com profissionais, entre os quais Marcelo Reis, Walter Firmo e Christian Cravo.
- 1999 – O Senac de São Paulo inicia o primeiro curso de bacharelado em fotografia do Brasil.